# Uno Troili
Gustaf Uno Troili, född den 16 januari 1815 på Ransbergs Herrgård i Värmland, död den 31 augusti 1875 i Stockholm, var en svensk porträttmålare. Han var systerson till Erik Gustaf Geijer.

## Biografi
Troili tillhörde en gren av släkten Troili och växte upp i en musikalisk familjekrets och visade tidigt anlag för musik och bildande konst. Under sin skoltid i Stockholm tecknade han 1827 i konstakademins principskola. Han blev student 1835, vistades 1837 i Uppsala, där han i Erik Gustaf Geijers hus infördes i universitetsstadens intelligenskrets. Samma år ingick han som furir vid Värmlands fältjägare, där han utnämndes till löjtnant 1844.
Sin förste konstnärliga läromästare fick Uno Troili i kusinen kapten Henrik Lilljebjörn, som själv bara lämnade mindre betydande verk, då han var ritlärare för kammarherre Olof Nordenfeldts barn i Björneborg, samtidigt som guvernanten Cecilia Fryxell, som han svartkritsporträtterade. År 1842 började porträttmålaren överstelöjtnant Olof Johan Södermark handleda Troili, som fick bo hos honom i Stockholm och blev studiekamrat med hans son Per. De tecknade mest porträtt, kopierade och målade även likadana i original. Vintern 1844–1845 deltog de dessutom i teckning efter levande modell vid konstakademin. Sommaren 1845 flyttade familjen Södermark och Troili till Rom. Som verk från denna tid kan nämnas Landfolk på en osteria (Norrköpings museum), Fårherdar (Stockholms högskolas samling) och ett litet självporträtt (1847).
År 1848 begärde Troili avsked ur krigstjänsten och 1849 flyttade han hem. Där fick han omedelbart beställningar på porträtt, och det blev så gott som uteslutande sådana han därefter målade. Han blev mycket anlitad, höll under detta skede sina målningar i mörk färgskala, ur vilken ansiktets dagerpartier lysa fram. Till dessa mera "romantiska" porträtt hör bilderna av Fredrik Dahlgren (1851), lantmarskalken Lars Herman Gyllenhaal (1852, Riddarhuset), Pehr Westerstrand (1858, Par Bricole), Anders Retzius (1854, Karolinska institutet), hovmarskalken greve Gustaf Fredrik von Rosen, kommerskollegiets president Carl David Skogman (1855, Kommerskollegium), statsrådet Jonas Wærn (omkring samma år, Göteborgs museum) och grevinnan Charlotta av Ugglas (omkring 1856).
Troili reste hösten 1857 till Paris för att få nya intryck och förfina sin teknik. Han började måla på Thomas Coutures elevateljé och anpassade dennes teorier efter sin karaktär. Resultatet av dessa för hans utveckling betydelsefulla parisstudier blev en ljusare, luftigare ton, lätta skuggor, livligt hållna bakgrunder, ofta i ett mosaikartat spel av nyanser och en mjuk modellering med något akvarellartat i de sprittande penseldragen. Från denna tid kan nämnas porträtt av fruarna Elisabet Sofia Gyllenhaal, av H. Säck, C.A. Sjögren och av C. Montgomery-Cederhielm. Bland de många mansporträtten märks kanslirådet G. Myrman (1862, Järnkontoret), presidenten Fredrik Åkerman (1863, Kommerskollegium) och landshövding Olof Immanuel Fåhraeus (1865) på Göteborgs konstmuseum. År 1867 målade han ett porträtt av politikern Johan August Gripenstedt.
Senare återgick målaren till en mörkare kolorit och en fylligare penselföring. Under sina sista levnadsår kämpade Troili mot depressioner och en alltför självkritisk livssyn.
Troili var även verksam som tonsättare (pianostycken och några sånger), Bellmanssångare och amatörskådespelare.
Vid konstakademin blev han ledamot 1854, vice professor 1860 och ordinarie 1866 (efter Höckert) men var bara kortvarig sysselsatt som lärare. Han begärde tjänstledighet redan efter sitt första försök som lärare och tog avsked från befattningen 1867. År 1864 invaldes Troili som ledamot av Kungliga Musikaliska Akademien. Några kompositioner utgavs efter hans död. Troili finns representerad vid Nationalmuseum i Stockholm, Värmlands museum och Norrköpings Konstmuseum.

## Illustrationer

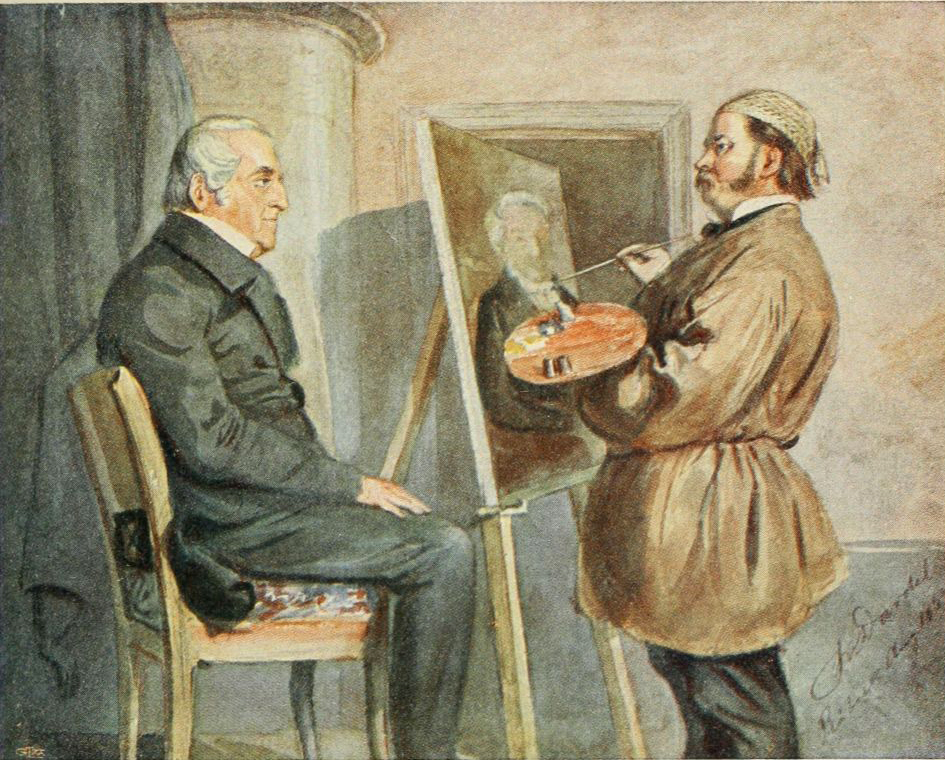
Troli målar N. Silverschiölds porträtt. Akvarell av Nils von Dardel
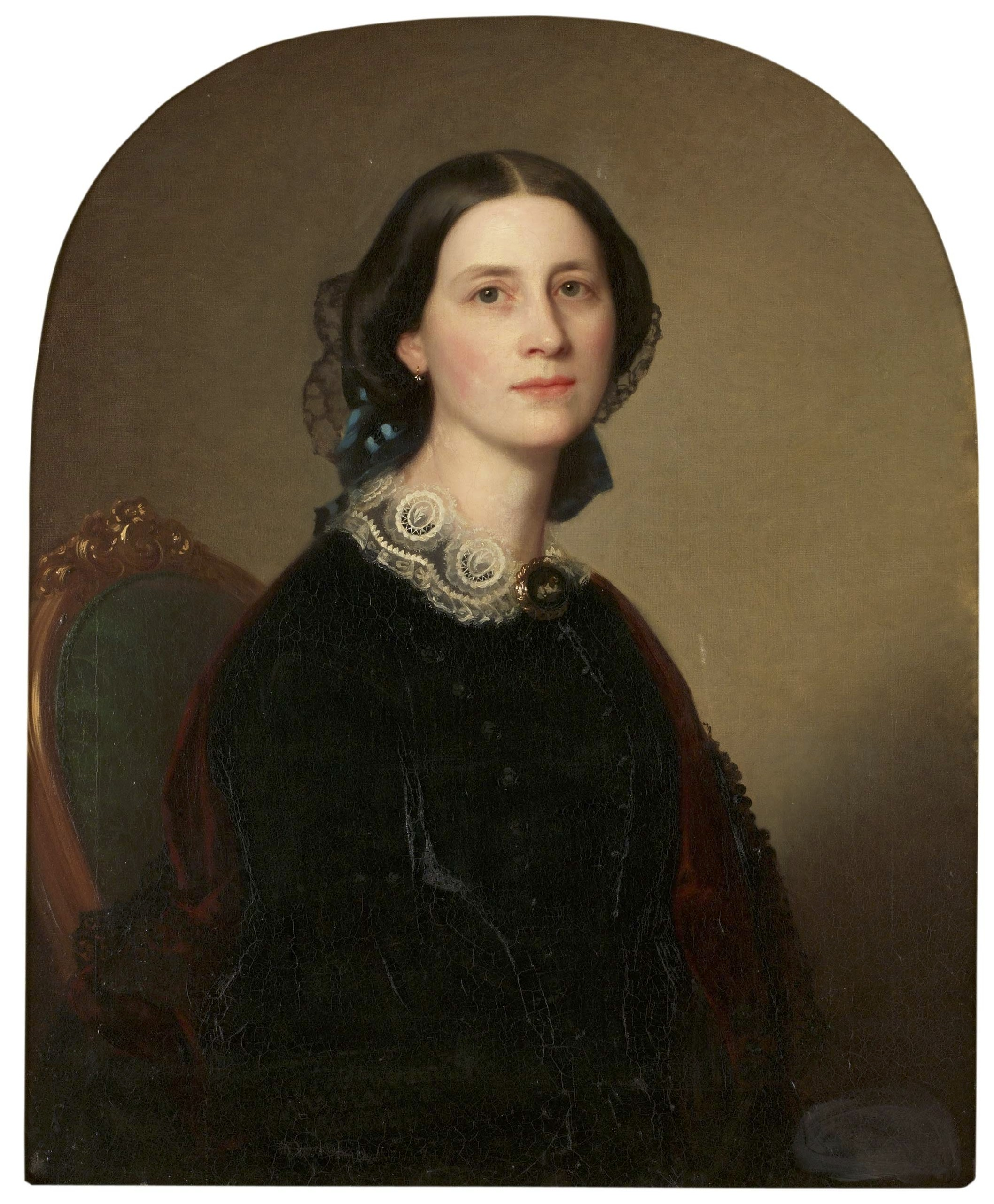
Charlotta av Ugglas. Porträttmålning av Uno Troili.